# Christelle Daunay
Christelle Daunay (Le Mans, 5 december 1974) is een Franse langeafstandsloopster. Ze werd Europees kampioene marathon en tweemaal Frans kampioene op de 5000 m en eenmaal op de 10.000 m, halve marathon en veldlopen. Zij nam tweemaal deel aan de Olympische Spelen en bleef hierbij medailleloos.

## Loopbaan
Bij haar marathondebuut in 2007 op de marathon van Parijs behaalde Daunay een derde plaats in 2:28.54. Op het wereldkampioenschap op de weg dat jaar in Udine behaalde ze een 22e plaats in een persoonlijk record op de halve marathon van 1:11.05. In 2008 verbeterde ze met een tiende plaats in 2:28.24 het Franse record op de marathon, dat in handen was van Chantal Dällenbach. Op de Olympische Spelen van 2008 in Peking behaalde ze een twintigste plaats in 2:31.48.
In 2012 verbeterde ze tijdens de Europacup 10.000 m het Franse record tot 31.35,81, waarmee ze derde werd in de wedstrijd.
Daunay was in 2013 de beste Europese bij de WK van Moskou op de 10.000 m. Ze was tiende in totaal met een seizoensbeste tijd van 32.04,44. Een jaar later was Daunay wederom de beste Europese: ditmaal bij de Europese kampioenschappen van Zürich. Daunay won de marathon in een tijd van 2:25.14. Ze was hiermee de oudste marathonwinnaar (39) in de geschiedenis van de Europese kampioenschappen.
Christelle Daunay komt uit Le Mans en is een gediplomeerd fysiotherapeute. Sinds 2005 is ze aangesloten bij SCO Marseille Athlétisme en wordt ze door Cédric Thomas getraind.

## Titels
- Europees kampioene marathon 2014
- Frans kampioene 5000 m - 2003, 2004
- Frans kampioene 10.000 m - 2006
- Frans kampioene halve marathon - 2004
- Frans kampioene veldlopen (lange afstand) - 2007

## Persoonlijke records
Baan
| Onderdeel | Prestatie     | Datum        | Plaats            |
| --------- | ------------- | ------------ | ----------------- |
| 800 m     | 2.11,91       | 3 juli 1998  | Dijon             |
| 1500 m    | 4.19,58       | 4 mei 2014   | Salon-de-Provence |
| 3000 m    | 9.02,16       | 18 juni 2011 | Stockholm         |
| 5000 m    | 15.24,48      | 30 mei 2010  | Hengelo           |
| 10.000 m  | 31.35,81 (NR) | 3 juni 2012  | Bilbao            |

Weg
| Onderdeel      | Prestatie    | Datum           | Plaats   |
| -------------- | ------------ | --------------- | -------- |
| 10 km          | 31.48        | 23 juni 2012    | Langueux |
| 15 km          | 48.56 (NR)   | 17 oktober 2010 | Reims    |
| 20 km          | 1:04.51 (NR) | 17 oktober 2010 | Reims    |
| halve marathon | 1:08.34 (NR) | 17 oktober 2010 | Reims    |
| 25 km          | 1:25.07      | 11 april 2010   | Parijs   |
| 30 km          | 1:42.13      | 11 april 2010   | Parijs   |
| marathon       | 2:24.22 (NR) | 11 april 2010   | Parijs   |

## Palmares

### 5000 m
- 2004: 5e Europacup - 15.30,94
- 2006: 7e Europacup - 16.42,60

### 10.000 m
- 2006: 4e Europacup 10.000 m - 32.35,59
- 2006: 16e Europacup - 32.15,54
- 2009: 5e Europacup 10.000 m - 32.02,03
- 2010: 5e Europacup 10.000 m - 32.02,04
- 2011:  Europacup 10.000 m - 31.44,81
- 2012:  Europacup 10.000 m - 31.35,81
- 2013: 10e WK - 32.04,44

### 10 km
- 2015: 6e Corrida van Houilles - 32.57

### halve marathon
- 2003: 33e WK in Vilamoura - 1:14.11
- 2004: 26e WK in New Delhi - 1:15.28
- 2005: 35e WK in Edmonton - 1:15.27
- 2005: 4e halve marathon van Lille - 1:13.22
- 2007: 22e WK in Udine - 1:11.05
- 2011: 9e halve marathon van Ras al-Khaimah - 1:11.14
- 2014: 7e WK in Kopenhagen - 1:08.48
- 2015: 4e halve marathon van Kopenhagen - 1:09.57
- 2016:  halve marathon van Parijs - 1:09.55

### marathon
- 2007:  marathon van Parijs - 2:28.54
- 2008: 10e marathon van Osaka - 2:28.24 (NR)
- 2008: 20e OS - 2:31.48
- 2009:  marathon van Parijs - 2:25.43 (NR)
- 2009:  New York City Marathon - 2:29.16
- 2010:  marathon van Parijs - 2:24.22 (NR)
- 2010: 5e New York City Marathon - 2:29.20 (na DQ Inga Abitova)
- 2011: 4e Chicago Marathon - 2:26.41
- 2013: 4e New York City Marathon - 2:28.14
- 2014:  EK - 2:25.14
- 2015: 5e New York City Marathon - 2:26.57
- 2016: DNF OS

### veldlopen
- 2004: 35e WK (lange afstand) - 29.15
- 2005: 68e WK (korte afstand) - 14.50
- 2006: 25e EK - 26.28,  landenklassement
- 2008: 18e EK - 28.44,  landenklassement